# HNLMS Karel Doorman (A833)
Pour les autres navires du même nom, voir HNLMS Karel Doorman.
Le HNLMS Karel Doorman (A833) est un navire polyvalent de soutien destiné aux opérations amphibies de la marine royale néerlandaise, également utilisé par la marine allemande.

## Historique

### Construction
La construction débute le 7 juin 2011 sur le chantier Damen à Galati en Roumanie et il est mis à l'eau le 17 octobre 2012. Le 16 août 2013, le navire est arrivé à Flessingue, aux Pays-Bas, où l'équipement final et l'installation des systèmes d'armes ont eu lieu. En septembre 2013, il a été annoncé que, dans le cadre d'une série de compressions budgétaires dans le budget de la défense néerlandaise, le navire n'entrerait pas en service militaire, mais le gouvernement néerlandais a ensuite annulé cette décision. Il entre finalement en service le 24 avril 2015.

### Partenariat d'utilisation avec l'Allemagne
Le 4 février 2016, la ministre allemande Ursula von der Leyen et la ministre néerlandaise Jeanine Hennis-Plasschaert ont signé une lettre d'intention pour une exploitation commune du Karel Doorman. La marine allemande pourra désormais, en coordination avec son homologue néerlandaise, utiliser le plus gros navire de la marine néerlandaise.

## Caractéristiques
Ce navire a été conçu pour remplacer les pétroliers ravitailleurs HNLMS Amsterdam et HNLMS Zuiderkruis retirés du service en 2014. Pour le soutien maritime, le navire dispose de deux mâts de réapprovisionnement en mer (permettant de réapprovisionner deux navires à la fois en mer), d’une capacité de stockage d’environ 8 000 m3 de carburant, de plus de 1 000 m3 de carburant aviation, d’environ 450 m3 d’eau potable et d’environ 400 t de munitions et nourriture. Le navire est équipé d'un radier, pour permettre le transfert de cargaison par barge de débarquement (deux péniches de débarquement LCVP).
Pour les opérations en mer, il dispose d'un grand pont pour hélicoptères avec des points d'atterrissage permettant d'exploiter deux hélicoptères Chinook simultanément, ainsi que d'un hangar pouvant accueillir jusqu'à six hélicoptères de taille moyenne. Les hangars ont par ailleurs une capacité d'emport de 5 000 tonnes de fret sur 2 000 m de garages, débarquable par une grue de 40 tonnes de capacité.
Le navire possède également d'importantes structures hospitalières, dont notamment deux blocs opératoires et des lits pour les soins qui peuvent être utilisés pour des missions humanitaires.

## Carrière opérationnelle
Après le passage de l'ouragan Irma en septembre 2017 sur les Petites Antilles, le Karel Doorman est envoyé à Saint-Martin pour l'aide aux sinistrés, en coordination avec des bâtiments militaires français et britanniques au sein de l'opération Albatros.
Dans le cadre de la réponse des Pays-Bas à la pandémie de Covid-19, le bâtiment est envoyé – avec le patrouilleur hauturier HNLMS Zeeland – le 13 avril 2020 dans la zone Caraïbes pour le soutien apporté aux territoires néerlandais d'outre-mer, en particulier à Curaçao, avec l'apport de renforts humains et matériels.
Le 8 mai 2024, le ministère de la Défense néerlandais annonce que le Karel Doorman rencontre des problèmes techniques avec l'un de ses systèmes d'armes, retardant ainsi son déploiement en mer Rouge dans le cadre de l'opération Aspides. Des rapports indépendants confirment que cela concerne le Goalkeeper CIWS, alors jugé pleinement opérationnel lors de son départ des Pays-Bas le 21 avril. Après avoir quitté la base navale de Crète le 2 mai, le navire fait demi-tour et retourne sur l'île grecque deux jours plus tard, attendant des réparations jusqu'à son déploiement en zone d'opérations le 10 mai,,.